# 산로렌소데엘에스코리알

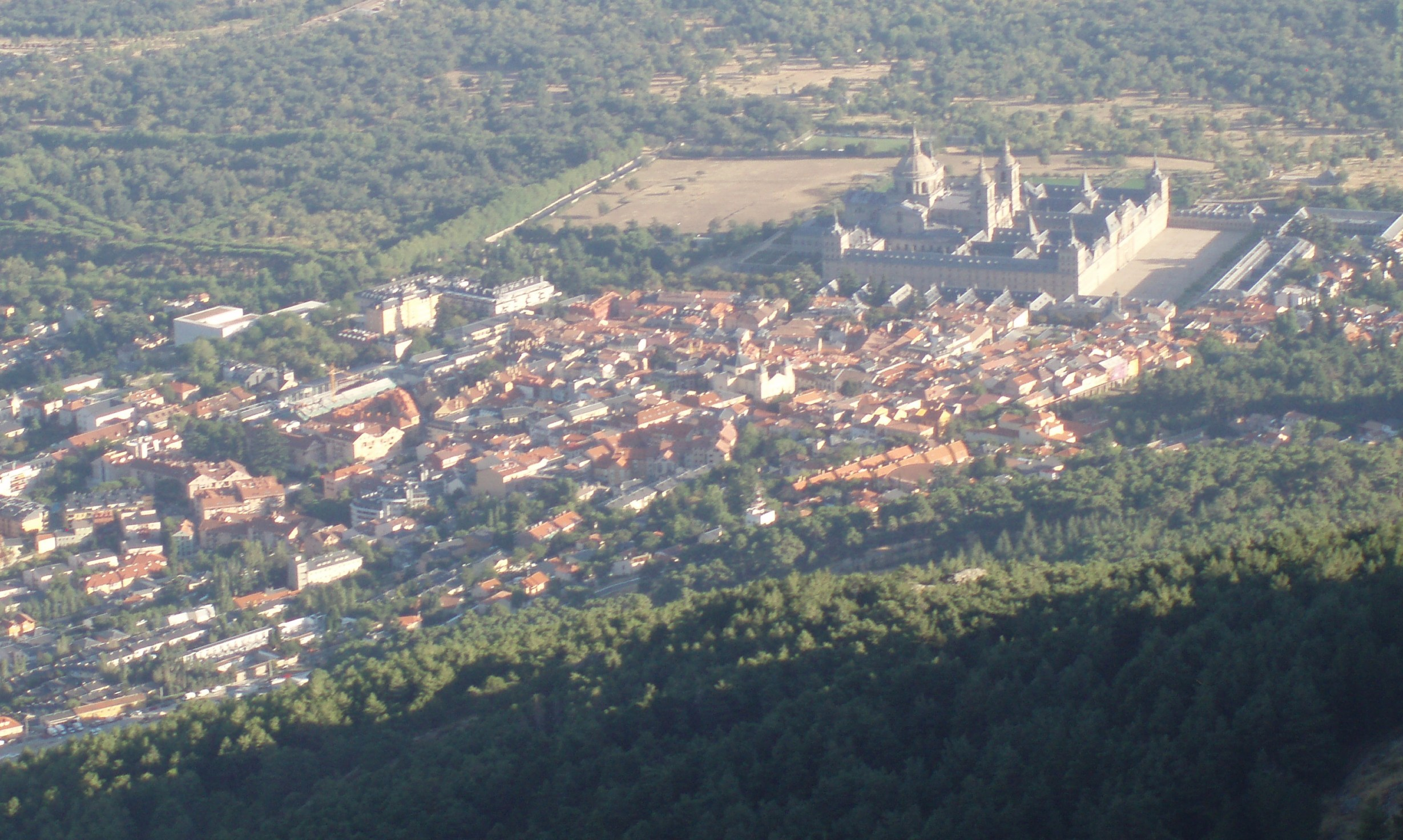
산로렌소데엘에스코리알

산로렌소데알에스코리알(San Lorenzo de El Escorial)은 스페인 마드리드 지방에 위치한 도시로, 인구는 17,889명이다. 엘에스코리알이 위치하고 있다.

## 같이 보기
- 전몰자의 계곡